# Drom HaSharon (hội đồng vùng)
Drom HaSharon (Tiếng Hebrew: מועצה אזורית דרום השרון) là một Hội đồng vùng trong khu vực Sharon ở miền trung Israel. Văn phòng nằm trên Quốc lộ 40 gần Neve Yarak.

## Danh sách các khu định cư, moshavim, kibbutzim và làng
| - Adanim - Einat - Elishema - Eyal - Gan Haim - Ganei Am - Gat Rimon - Givat Hen - Givat HaShlosha - Hagor | - Horshim - Kfar Ma'as - Kfar Malal - Kfar Sirkin - Magshimim - Matan - Nachshonim - Neve Yamin - Neve Yarak - Nir Eliyahu | - Nirit - Ramat HaKovesh - Ramot HaShavim - Sdei Hemed - Sde Warburg - Tzofit - Tzur Natan - Yarhiv - Yarkona |